# Шевыкан
Шевыка́н — деревня в Качугском районе Иркутской области России. Входит в Бутаковское муниципальное образование.
Находится на левом берегу реки Шевыкан (бассейн Киренги), в 65 км к северо-востоку от центра сельского поселения, села Бутаково.

## Население
| 2002 | 2010 | 2011 | 2012 |
| ---- | ---- | ---- | ---- |
| 17   | ↘4   | →4   | →4   |

Гендерный состав
По данным Всероссийской переписи, в 2010 году в деревне проживали 4 мужчины.

## Происхождение названия
По ненаучной версии (не учитывает формат -кан), название Шевыкан происходит от эвенкийского шэвэки (сэвэки) — идол.